# Jacana (geslacht)
Jacana is een geslacht van vogels uit de familie jacana's (Jacanidae). Het geslacht telt twee soorten. Kenmerkend zijn de extreem lang tenen waarmee ze in staat zijn over aan de oppervlakte drijvende bladeren van waterplanten te lopen.

## Soorten
- Jacana jacana – Leljacana
- Jacana spinosa – Jacana